# Fraccionamiento Progreso
Fraccionamiento Progreso är en ort i Mexiko.   Den ligger i kommunen Progreso de Obregón och delstaten Hidalgo, i den sydöstra delen av landet, 100 km norr om huvudstaden Mexico City. Fraccionamiento Progreso ligger 1 973 meter över havet och antalet invånare är 244.
Terrängen runt Fraccionamiento Progreso är kuperad åt nordväst, men åt sydost är den platt. Runt Fraccionamiento Progreso är det tätbefolkat, med 308 invånare per kvadratkilometer. Närmaste större samhälle är San Salvador, 17,9 km öster om Fraccionamiento Progreso. Trakten runt Fraccionamiento Progreso består till största delen av jordbruksmark.